# Argument (wiskunde)
In de wiskunde is een argument een object (vaak, maar zeker niet noodzakelijk, een getal) waarop, eventueel samen met andere argumenten, een relatie, afbeelding, functie of predicaat is gedefinieerd. In het geval van een functie wordt in plaats van het woord argument bijna altijd de term (onafhankelijke) variabele gebruikt.
In de informatica is een argument een object waarop, eventueel samen met andere argumenten, een functie, procedure of methode (d.w.z.een subroutine) gedefinieerd is. In deze context worden argumenten ook wel variabelen of invoerwaarden  genoemd.
Een argument is altijd een element van een welomschreven verzameling, die, eventueel met andere verzamelingen, het zogeheten domein van de functie (procedure,etc.) vastlegt. Elk element van zo’n verzameling kan in de plaats komen van het argument. Anders gezegd: het argument kan de verzameling doorlopen.

## Geschiedenis
De term argument is afkomstig van het Latijnse argumentum dat verhaal, bewijs betekent. Het werkwoord arguere betekent: aantonen. Het wiskundig gebruik om de onafhankelijke veranderlijke (variabele) van een functie van één variabele, en in het bijzonder de hoekcoördinaat in een poolcoördinatenstelsel, het argument te noemen is gelegen in de Latijnse vertaling die Adelard van Bath (ca. 1080 - ca. 1152) van de astronomische tabellen van al-Khwarizmi (ca. 780-820) maakte. Hij noemt daarin een hoek waarvan in een tabel de sinus wordt vermeld, argumentum.

## Voorbeelden

### Wiskunde
- Als {\displaystyle L} de tweeplaatsige (binaire) relatie “houdt van” is op de verzameling van alle mensen, dan zijn Romeo en Julia elk een argument van {\displaystyle L}.

Het getal 7 of het object ‘huis’ kan geen argument zijn van {\displaystyle L}.
- Van de identieke functie die gedefinieerd is op de verzameling der natuurlijke getallen, is {\displaystyle 5} een argument.

De getallen {\displaystyle \pi } en {\displaystyle -3} zijn dat niet.

### Informatica
- Als in een computerprogramma het argument {\displaystyle a} van een subroutine gedeclareerd (gedefinieerd) is als INTEGER, dan kan aan die {\displaystyle a} niet de waarde van een als REAL gedeclareerde variabele worden toegekend.
- In een computerprogramma is de volgende subroutine (procedure) opgenomen:

```
PROC druk_som_af_van(x, y)
 som ≔ x + y
 PRINT x; “+”; y; “=”; som
ENDPROC
```

De procedure druk_som_af_van (hier geschreven in de programmeertaal COMAL) voert een optelling en een print-opdracht uit. De argumenten van de procedure zijn hier de {\displaystyle x} en de {\displaystyle y}.
Als eerder in het programma aan variabelen met de namen {\displaystyle a} en {\displaystyle b} de waarden 12 en 31 zijn toegekend, kan de procedure worden ‘aangeroepen’ (call) met:
```
druk_som_af_van(a, b)
```

met als resultaat:
```
12 + 31 = 43
```

De argumenten {\displaystyle x} en {\displaystyle y} van de subroutine worden dan dus vervangen door de waarden van de variabelen {\displaystyle a} en {\displaystyle b}.

## Operand, operator
Een bewerking, zoals de optelling, heet ook wel ‘operator’. De getallen die bij zo’n bewerking worden gebruikt, zijn de ‘operanden’. Bij deze optelling:
{\displaystyle 12+31=43}
zijn de getallen {\displaystyle 12} en {\displaystyle 31} de operanden van de bewerking ‘optellen’. Maar men kan ook zeggen: de getallen {\displaystyle 12} en {\displaystyle 31} zijn de argumenten bij/van deze operator.

## Argument versus parameter
In de wiskunde is een argument niet hetzelfde als een parameter. Een argument is een willekeurig element van een welomschreven verzameling, en wel zo, dat elk object van de verzameling het argument kan vervangen. Een argument wordt meestal voorgesteld door een letter uit het laatste deel van het alfabet (een conventie).
Een parameter is een onbenoemd, maar (in eerste instantie) vast getal (element van een mogelijk andere verzameling dan die van het argument), dat de relatie, afbeelding, functie of het predicaat mede bepaalt. Een parameter wordt meestal voorgesteld door een letter uit het eerste deel van het alfabet (een conventie).
In de informatica, in het bijzonder bij programmeertalen, loopt het gebruik van de termen argument/variabele en parameter door elkaar. Voorts worden hier bijna altijd (betekenisvolle) woorden als argument gebruikt.

### Voorbeeld in de wiskunde

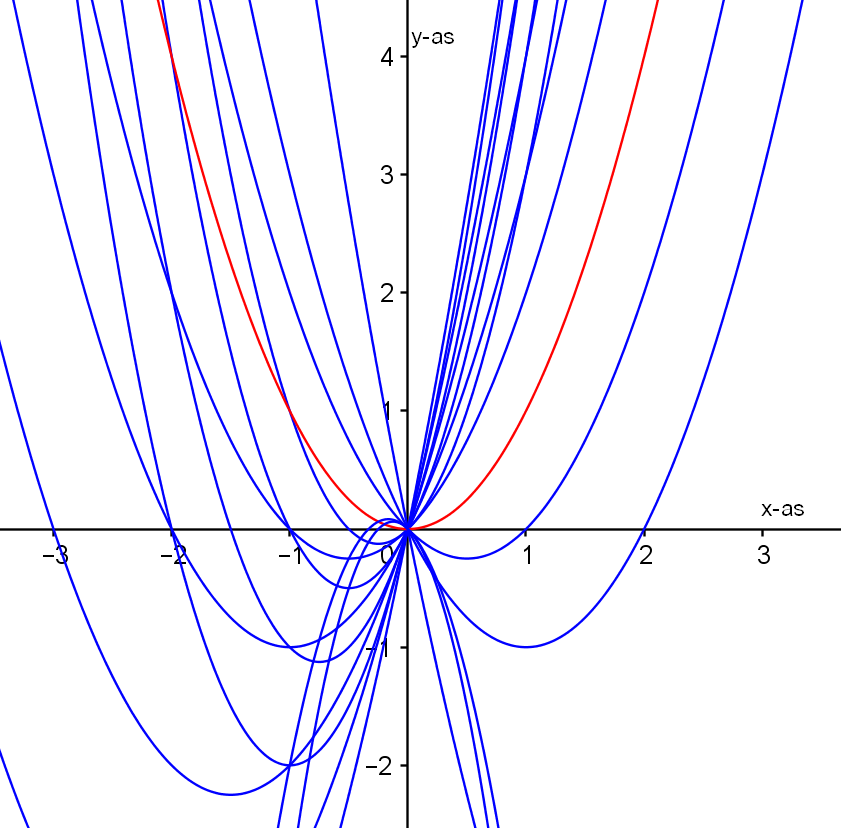
Grafiek bij

Een functie {\displaystyle f} met domein {\displaystyle D\subseteq \mathbb {R} } en bereik {\displaystyle B\subseteq \mathbb {R} } is gedefinieerd door:
{\displaystyle f(x)=ax^{2}+bx}
Hierin is {\displaystyle x} het argument van {\displaystyle f}. De getallen {\displaystyle a} en {\displaystyle b} zijn de parameters van {\displaystyle f}.
Door verandering van de parameter(s) kunnen eigenschappen van de functie worden onderzocht. Echter, de kenmerken van de functie die bepaald worden door de argumenten, blijven daarbij in principe intact.